# Henri Joseph Faraud
Henri Joseph Faraud OMI (* 17. März 1823 in Gigondas, Frankreich; † 26. September 1890 in Saint-Boniface, Kanada) war ein frankokanadischer römisch-katholischer Ordensgeistlicher. Nach Tätigkeiten in der Mission leitete er von 1862 bis 1890 das Apostolische Vikariat Athabaska Mackenzie.

## Leben
Faraud studierte in Goult und trat in die Ordensgemeinschaft der Oblaten der Unbefleckten Jungfrau Maria ein.
Er kam 1846 nach Kanada, wo er in Saint-Boniface, Manitoba, das Sakrament der Priesterweihe empfing. Mit der Gründung des Apostolischen Vikariats Athabaska Mackenzie am 8. April 1862 wurde Faraud am 16. Mai des darauffolgenden Jahres zu dessen erstem Apostolischen Vikar und zum Titularbischof von Anemurium ernannt. Die Bischofsweihe spendete ihm am 30. November desselben Jahres der Erzbischof von Tours, Joseph Hippolyte Guibert; Mitkonsekratoren waren Guillaume-Laurent-Louis Angebault, Bischof von Angers sowie Jacques Jeancard, Weihbischof in Marseille.
Faraud hatte das Amt bis zu seinem Tod am 26. September 1890 inne.